# Jean-Michel Maldamé
Pour les articles homonymes, voir Maldamé.
Jean-Michel Maldamé, né à Alger le 31 août 1939, est un théologien dominicain français. De formation universitaire aussi bien philosophique que scientifique (mathématiques et philosophie des sciences), docteur en théologie, c'est un spécialiste reconnu des rapports entre science et religion.

## Biographie
Après un début de scolarité en Algérie, Jean-Michel Maldamé poursuit des études en France. Il est entré dans l'ordre dominicain. Il a été ordonné prêtre en 1966. Il a été régent des études pour la province dominicaine de Toulouse et il a enseigné à l'Institut catholique de Toulouse (dont à la  Faculté de théologie) dont il devient doyen en 1984, poste qu'il occupe jusqu'en 2000. 
Collaborateur de la Revue thomiste, il y est chargé de l'analyse des publications scientifiques internationales. Il collabore également à la revue Esprit et Vie.
Le 29 janvier 1997, il est nommé comme membre honoraire de l'Académie pontificale des sciences, et depuis 2008 de l'Académie internationale de sciences religieuses.

## Publications
Livres
- Un livre inspiré, la Bible : le livre où Dieu se dit, Cerf, 1998
- Le scandale du mal : une question posée à Dieu, Cerf, 2001
- Science et foi en quête d'unité, Cerf, 2003
- Création et providence : Bible, science et philosophie, Cerf, 2006
- Le péché originel : foi chrétienne, mythe et métaphysique, Cerf, 2008
- Création par évolution : science, philosophie et théologie, Cerf, 2011
- Péché originel, collection Epître, Editions des Célestins, 2020

Contribution à des ouvrages collectifs
- "Situation actuelle du débat science-foi", p. 88-103, in Pierre Debergé (dir.), L'Église à la croisée des chemins, Cerf, 2002
- Somme théologique de saint Thomas d'Aquin, (commentaire, introduction), Cerf

Articles (sélection)
- "La création sans concordisme", Etvdes, janvier 1994 (Tome 380) , p. 77-87
- "L'origine de la vie en philosophie et en théologie", Etudes, mai 1997  (Tome 386), p. 641-650
- "Faut-il avoir peur des sciences cognitives ?", Études, janvier 2002 (Tome 396), p. 51-62
- "Michel Onfray ou l’hédonisme comme religion", Etudes, novembre 2008 (Tome 409), p. 484-494
- "Lire la Bible : la lettre et l'esprit", La Vie Spirituelle, n° 789, juillet 2010[3]
- "La Loi naturelle — le retour d'un concept en miettes ?", Revue d'éthique et de théologie morale, n° 261, Août 2010[4]
- "Penser l’action de Dieu en regard des sciences modernes", Revue des sciences philosophiques et théologiques, 2012/1 (tome 96), p. 57-91

## Sources partielles
- (it) Service de presse du Vatican : Nomina di Membro onorario della Pontificia Accademia delle Scienze, 18 avril 1997